# Fondation Henri Cartier-Bresson

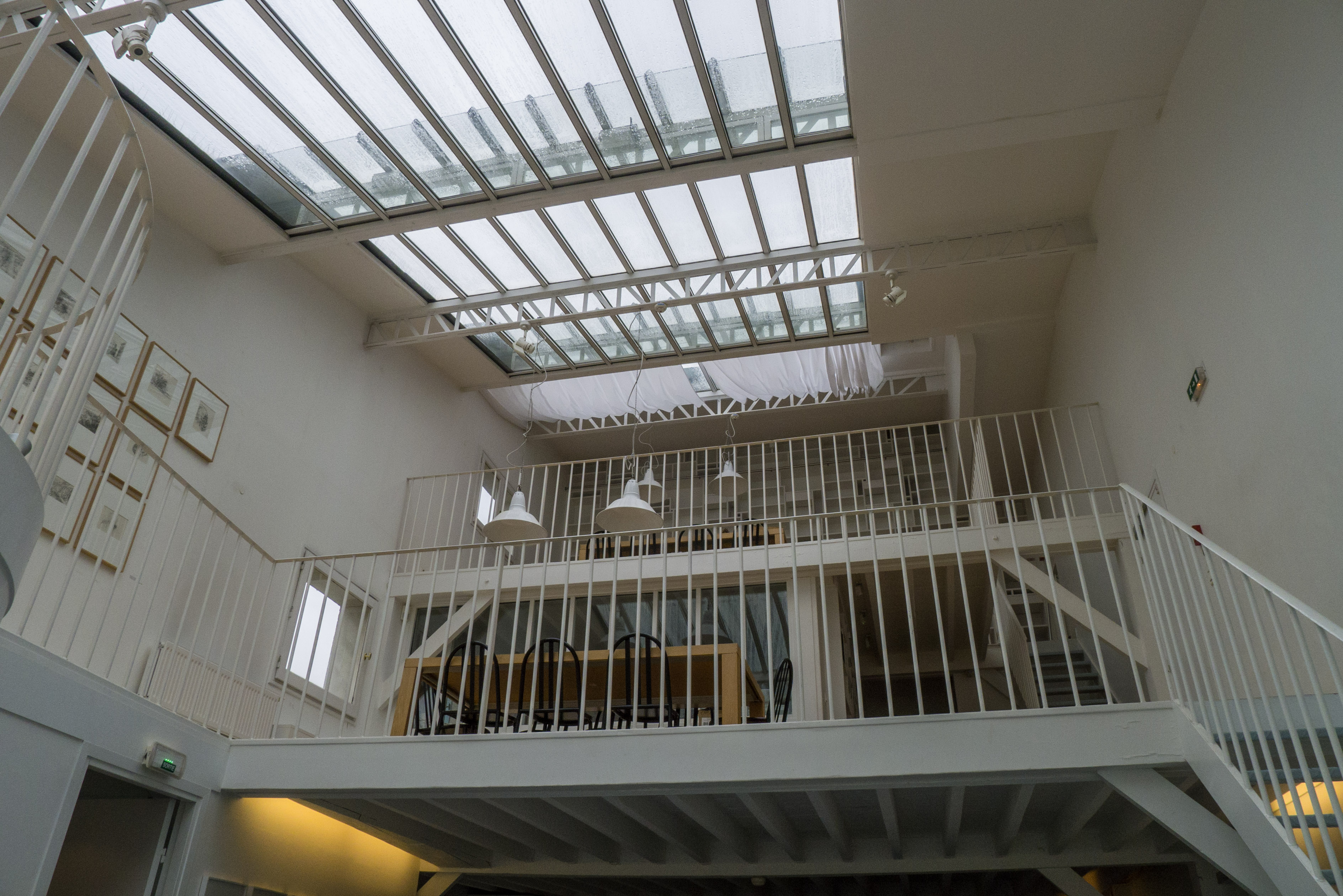
Interiér budovy

Fondation Henri Cartier-Bresson (Nadace Henriho Cartier-Bressona) je soukromá nadace v Paříži, která schraňuje a vystavuje dílo francouzských fotografů Henriho Cartier-Bressona a Martiny Franckové. Byla založena v roce 2003 ve čtvrti Montparnasse. Od roku 2018 sídlí v Rue des Archives ve 3. obvodu. Nadace pořádá několik fotografických výstav do roka na ploše 900 m2. Předsedou nadace je od roku 2019 novinář Serge Toubiana.

## Historie
Na konci 90. let Henri Cartier-Bresson a jeho manželka Martine Francková uvažovali o založení instituce, která by uchovávala a propagovala jejich dílo. Martine Francková a její dcera Mélanie pracovaly aktivně na založení nadace a v roce 2002 zveřejnily svůj záměr. Jednalo se o první instituci věnující se dílu fotografa, která byla založena ještě za fotografova života. V té době vznikly v Paříži další muzea věnující se fotografii – Maison européenne de la photographie (1996) a Jeu de paume (2004).
Založení nadace dne 29. dubna 2003 se zúčastnil též pařížský starosta Bertrand Delanoë nebo ministr kultury Jean-Jacques Aillagon. Zakladatelka Martine Francková se stala první předsedkyní nadace (2003–2012). Dne 2. května byla pro veřejnost otevřena první výstava Les choix d’Henri Cartier-Bresson.
Nadace nalezla sídlo na adrese 2, impasse Lebouis ve 14. obvodu uprostřed čtvrti Montparnasse v budově z roku 1913, která sloužila v minulosti jako umělecký ateliér a posléze sídlo redakce uměleckého časopisu Actuel.
Prostor pro nadaci se však ukázal příliš malý na to, aby se do něj vešly všechny fotografické sbírky, a od začátku roku 2010 nadace začala hledat nové prostory.
V létě 2018 se nadace přestěhovala do čtvrti Marais na adresu 79, rue des Archives ve 3. obvodu do prostoru bývalých garáží. Otevření pro veřejnost proběhlo dne 6. listopadu 2018 výstavou zasvěcenou Martine Franckové.

## Fungování nadace
Nadace je řízena správní radou složenou z dvanácti členů, které od roku 2019 předsedá Serge Toubiana. Kromě správní rady existuje poradní výbor složený z mezinárodních členů, který má poradní funkci.
Nadace má tři hlavní úkoly: uchovávat dílo Henriho Cartier-Bressona a Martine Franckové, pracovat na jejich šíření a pomáhat objevovat u ostatních fotografů hnutí tzv. fotografického humanismu.
Tyto úkoly provádí různými způsoby: správa a půjčování fotografií a sbírkových předmětů muzejním institucím po celém světě, pořádání dočasných výstav a také přístup k dílu pro výzkumné pracovníky prostřednictvím odborné knihovny.
Rovněž podporuje současnou fotografickou tvorbu udělováním ceny Henriho Cartier-Bressona každé dva roky.
Nadace rovněž pořádá setkání, přednášky a diskuse s umělcem či kurátory.
Nadace je jedinou institucí, která poskytuje certifikát pravosti děl Cartier-Bressona a dohlíží na trh pro odlišení originálních tisků od neoprávněně použitých nebo padělaných tisků. Zpracování žádostí o reprodukce fotografií Cartier-Bressona vyřizuje agentura Magnum Photos, jejíž byl Cartier-Bresson v roce 1947 jedním ze čtyř zakládajících členů.

## Sbírky
Sbírky nadace, které jsou stále v procesu inventarizace, se skládají z fotografického archivu a dokumentů Henri Cartier-Bressona, nezcizitelného dědictví instituce. Tvoří jej víc než 100 000 rozličných dokumentů, jako jsou originální tisky, kontaktní tisky, kresby, publikace, korespondence, knihy, alba, filmy, videa, plakáty nebo pozvánky. Hlavní sbírka je od roku 2018 uchovávána ve speciálně vybaveném prostoru, který splňuje nejnovější standardy vlhkosti a ochrany, pod dohledem specializovaného týmu.

## Výstavy
Nadace od svého založení organizuje zhruba tři dočasné výstavy a z každé vydává tištěný katalog. Zhruba čtvrtina výstav je věnována dílu či odkazu Cartier-Bressona. Zbývající se týkají ostatních fotografů, jichž práce byla ovlivněna Cartier-Bressonem.

## Cena Henriho Cartier-Bressona
Nadace vyhlašuje každé dva roky Cenu Henriho Cartier-Bressona ve výši 35 000 euro.

## Bibliothèque Martine Franckové
V nových prostorách nadace byla v roce 2018 otevřena Knihovna Martine Franckové (Bibliothèque Martine Franck). Jedná se o odbornou knihovnu, která shromažďuje literaturu vztahující se k dílu Henriho Cartier-Bressona a Martine Franckové a případně k dalším fotografům. Knihovna slouží k vědeckému výzkumu.